# Грунівка
Груні́вка —  село в Україні, у Миропільській сільській громаді Сумського району Сумської області. Населення становить 160 осіб. До 2016 орган місцевого самоврядування — Сіннівська сільська рада.
Після ліквідації Краснопільського району 19 липня 2020 року село увійшло до Сумського району.
Голова села Грунівка - Гуков Олександр Михайлович.

## Географія
Село розташовано на лівому березі р. Псел, за 3 км вище за течією - Велика Рибиця, нижче на відстані 2,5 км - Барилівка, на протилежному березі — Могриця.

## Населення

### Мова
Розподіл населення за рідною мовою за даними перепису 2001 року:
| Мова       | Кількість | Відсоток |
| ---------- | --------- | -------- |
| українська | 155       | 96.88%   |
| російська  | 5         | 3.12%    |
| Усього     | 160       | 100%     |

## Історія
Село постраждало внаслідок геноциду українського народу, проведеного урядом СССР 1923-1933 та 1946-1947 роках.

## Релігія
У селі з 1995 року зареєстрована Михайло-Архангельська релігійна громада Української Православної Церкви Київського Патріархату. Настоятель - Єпископ Никодим Кобзар.